# Johann Ernst Gottfried Kleemann
Johann Ernst Gottfried Kleemann (* 22. Juli 1759 in Walkenried; † 20. September 1805 in Ebeleben) war Domänenpächter und Verwalter der Landschaftskasse im Fürstentum Schwarzburg-Sondershausen.

## Leben
Gottfried war der zweite Sohn des Oberamtmanns Johann Friedrich Kleemann, der die Domäne Walkenried gepachtet hatte, und seiner Ehefrau Marie Christine geb. Nebelung (* 21. April 1736 in Salza, † 7. Januar 1826 in Nordhausen).
Gottfried war von jung an als Freimaurer aktiv. Er trat am 8. September 1777 in eine Loge ein und wurde dort am 14. Dezember 1778 zum Gesellen befördert, vermutlich in der Loge Zu den drei Kleeblättern, die sein Bruder August 1777 in Magdeburg gegründet hatte und ab 1778 in Aschersleben weiterführte. Gottfried studierte ab Oktober 1779 Ökonomie in Göttingen. Dort wurde er als besuchender Bruder bei der Loge Zum goldenen Zirkel am 3. November 1779 aufgenommen. Nach dem Studium wurde er am 23. Dezember 1782 wieder in den drei Kleeblättern aufgenommen; im Januar 1785 wurde er dort Meister.
Gottfried heiratete am 6. März 1783 Christine Luise Johanne Wilhelmine Walther (* 10. Mai 1760, † 20. Januar 1820 in Gundersleben), Tochter des Königlich Preußischen Kammerrats und Landbaumeisters Anton Walther in Benneckenstein. In der Ehe wurden von 1784 bis 1803 zwölf Kinder geboren, von denen sechs das Erwachsenenalter erreichten:
- Johann Friedrich Ernst (* 18. April 1784[5], † 26. Juli 1810),
- Louise Johanne Ernestine (* 8. November 1790, † 8. September 1827),
- Wilhelm Johann Friedrich (1795–1881),
- Charlotte Johanne Sophie (* 7. September 1796, † 19. April 1849),
- Emilie Friederike Ernestine (* 10. Oktober 1797, † 24. November 1845),
- Ferdinand Johann Friedrich August (1798–1856).

Nach dem Studium war Kleemann zunächst als Amtmann Pächter der Domäne in Schernberg, daneben pachtete er auch Güter in Gundersleben und in Schlotheim. 1786 pachtete er zusammen mit seinem Schwager das Schatullgut Allmenhausen. Ab 1781 war er Pächter der Schwarzburger Domäne Ebeleben mit Marksußra.
Sein Pachtvertrag wurde immer wieder erneuert; in den letzten Vertrag, der bis 1823 lief, trat nach Gottfrieds Tod 1805 der älteste Sohn Ernst ein und nach dessen frühem Tod Gottfrieds Witwe Luise; von ihr ging die Pacht Ende 1813 auf den zweiten Sohn Wilhelm über. Luise verbrachte die letzten Lebensjahre auf dem Gut Gundersleben, das Gottfried als ihren Witwensitz erworben hatte. Dieses Gut übernahm später der Sohn Ferdinand.
Gottfried Kleemann verwaltete zeitweise als Kommissionsrat die Landschaftskasse in Sondershausen.

## Nachweise
1. ↑  Gerlach, Freimaurer, S. 552 und 558f. Dort ist auf S. 603 (Nr. 70) Göttingen als Ort der Erstaufnahme angegeben, offensichtlich ein Versehen.
2. ↑  Matrikel S. 247.
3. ↑  Wirkner, Logenleben, S. 245 und 603.
4. ↑  Gerlach, Freimaurer, S. 603.
5. ↑  Die Genealogie 1898 gibt auf S. 15 als Geburtsjahr 1782 an, ein offenkundiges Versehen.
6. ↑  gestorben 1853 als Amtsrat (Todesanzeige aufgegeben von Ferdinand in Fürstlich Schwarzb. Regierungs- und Intelligenz-Blatt vom 19. November 1853, S. 510).
7. ↑  Kammer Sondershausen, Arch.-Sign. 0449 und 0452.
8. ↑  Kammer Sondershausen, Arch.-Sign. 0688.
9. ↑  Diese erweiterte Auflage ist wesentlich für alle Daten nach 1897. Bezüglich älterer Daten der Hauptlinien gibt es einige Präzisierungen, aber auch neue Fehler. Die Personen-Nummern von 1898 sind mit wenigen Ausnahmen beibehalten.

| Personendaten    | Personendaten                                                               |
| ---------------- | --------------------------------------------------------------------------- |
| NAME             | Kleemann, Johann Ernst Gottfried                                            |
| ALTERNATIVNAMEN  | Kleemann, Gottfried                                                         |
| KURZBESCHREIBUNG | Pächter der Domäne Ebeleben in Schwarzburg-Sondershausen und Kommissionsrat |
| GEBURTSDATUM     | 22. Juli 1759                                                               |
| GEBURTSORT       | Walkenried                                                                  |
| STERBEDATUM      | 20. September 1805                                                          |
| STERBEORT        | Ebeleben                                                                    |